# Diplacodes bipunctata
Diplacodes bipunctata là loài chuồn chuồn trong họ Libellulidae. Loài này được Brauer mô tả khoa học đầu tiên năm 1865.

## Hình ảnh

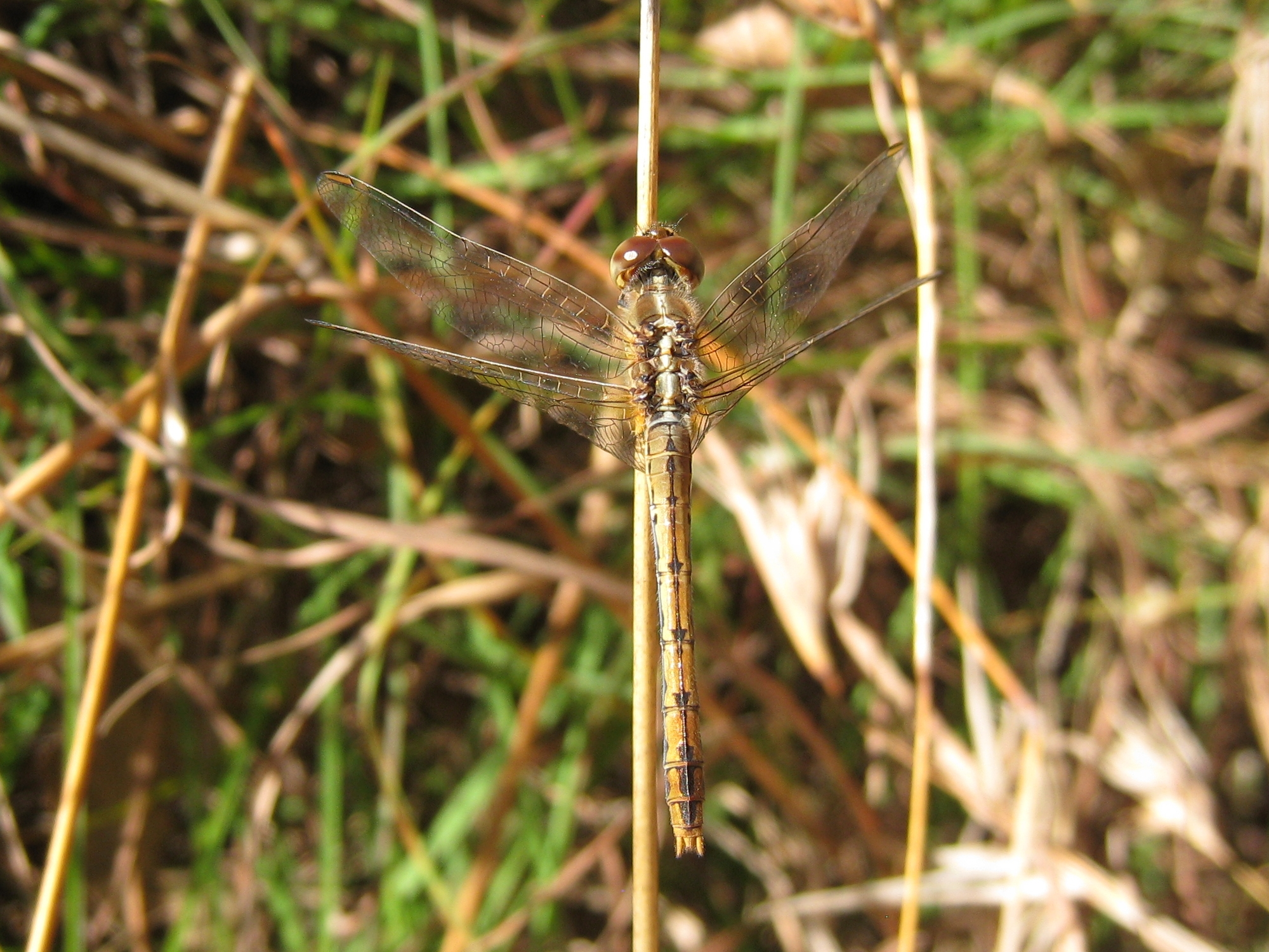
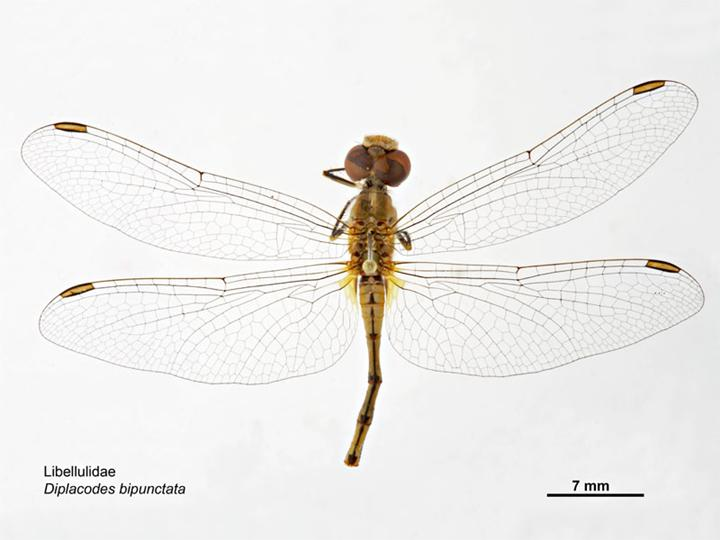
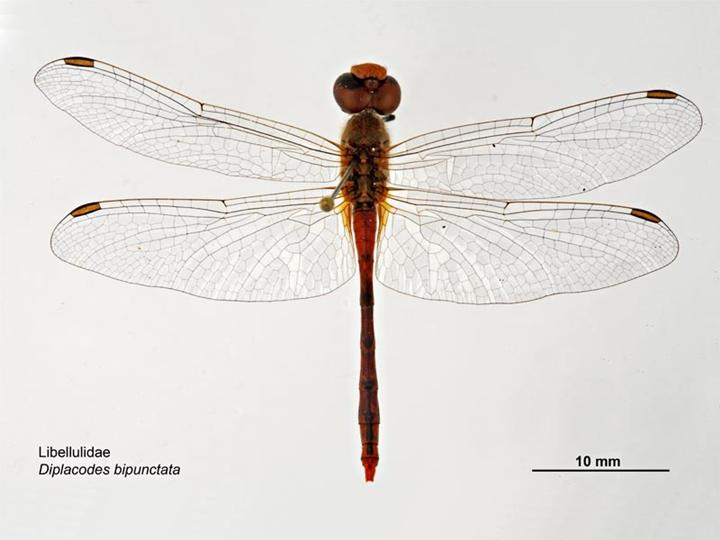
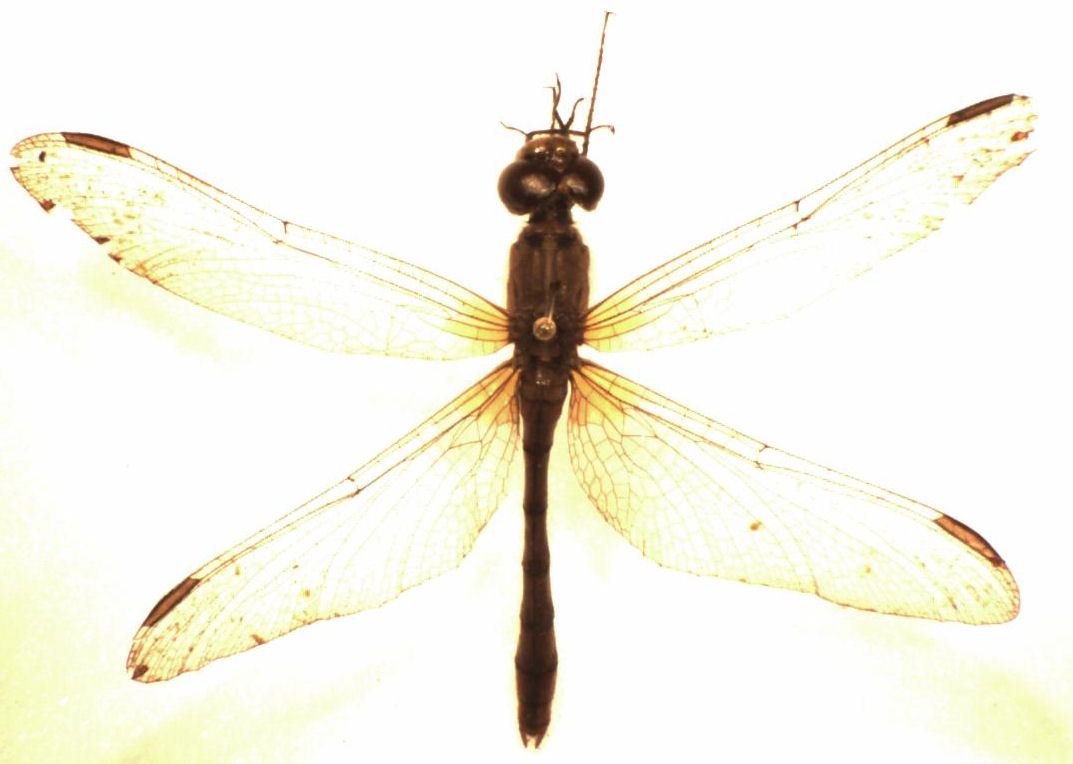